# Bégrolles-en-Mauges
Bégrolles-en-Mauges är en kommun i departementet Maine-et-Loire i regionen Pays de la Loire i nordvästra Frankrike. Kommunen ligger i kantonen Beaupréau som tillhör arrondissementet Cholet. År 2022 hade Bégrolles-en-Mauges 2 115 invånare.

## Befolkningsutveckling
Antalet invånare i kommunen Bégrolles-en-Mauges
| Referens: INSEE |